# Gmina Staro Nagoriczane
Gmina Staro Nagoriczane (mac. Општина Старо Нагоричане) – gmina wiejska w północnej Macedonii Północnej.
Graniczy z gminami: Kumanowo od zachodu, Kratowo od południa, Rankowce od wschodu oraz z Serbią od północy.
Skład etniczny
- 80,7% – Macedończycy
- 19,13% – Serbowie
- 0,17% – pozostali

W skład gminy wchodzi:
- 39 wsi: Ałguńa, Aljince, Arbanaszko, Bajlowce, Breszko, Bukowljane, Wojnik, Wragoturce, Wraczewce, Dejlowce, Dłaboczica, Dobracza, Dragomance, Drenok, Żegljane, Żełjuwino, Kanarewo, Karlowce, Koince, Kokino, Miglence, Makresz, Małotino, Młado Nagoriczane, Nikuljane, Obławce, Orah, Osicze, Pelince, Puzajka, Ramno, Rudzince, Staro Nagoriczane, Stepance, Strezowce, Strnowac, Cwetisznica, Cwilance, Czełopek.